# Døde i 2012
Døde i 2012 er en liste over notable personer, der er afgået ved døden i 2012. 

## Januar
| - Rauf Denktaş - Etta James - Oscar Luigi Scalfaro |

- 1. januar – Kiro Gligorov, makedonsk præsident (født 1917).
- 1. januar – Gary Ablett, engelsk fodboldspiller (født 1965).
- 1. januar – Jorge Andrés Boero, argentinsk motorcykel-racerkører (født 1973).
- 1. januar – Anders Frandsen, dansk sanger, skuespiller, tv-vært og opfinder (født 1960).
- 2. januar – Vivi Friedman, finsk filminstruktør (født 1967).
- 3. januar – Vicar, chilensk Anders And-tegner (født 1934).
- 5. januar – Frederica Sagor Maas, amerikansk forfatter (født 1900).
- 7. januar – Jørgen Hartmann-Petersen, dansk arkitekt og journalist (født 1920).
- 8. januar – Gunnar Dyrberg, dansk modstandsmand (født 1921).
- 10. januar – Takao Sakurai, japansk bokser (født 1941).
- 11. januar – Wally Osterkorn, amerikansk basketballspiller  (født 1928).
- 12. januar – Hannes Råstam, svensk journalist (født 1955).
- 13. januar – Rauf Denktaş, første præsident for Nordcypern (født 1924).
- 14. januar – Finn Pedersen, dansk OL-roer (født 1925).
- 15. januar – Ib Spang Olsen, dansk tegner og forfatter (født 1921).
- 16. januar – Jimmy Castor, amerikansk disko- og funkmusiker (født 1940).
- 19. januar – Peter Åslin, svensk ishockeymålmand (født 1962).
- 20. januar – Etta James, amerikansk sangerinde (født 1938).
- 21. januar – Irena Jarocka, polsk sanger (født 1946).
- 22. januar – Pierre Sudreau, fransk politiker (født 1919).
- 23. januar – Erik Haaest, dansk journalist og forfatter (født 1935).
- 24. januar – Theo Angelopoulos, græsk filminstruktør (født 1935).
- 25. januar – Paavo Berglund, finsk violinist og dirigent (født 1929).
- 26. januar – Ian Abercrombie, engelsk skuespiller (født 1934).
- 28. januar – Roman Juszkiewicz, polsk astrofysiker (født 1952).
- 29. januar – Oscar Luigi Scalfaro, tidligere italiensk præsident (født 1918).
- 29. januar – Poul Trier Pedersen, dansk journalist og forfatter (født 1921).
- 30. januar – Knud Nielsen, dansk politiker og lektor (født 1928).
- 31. januar – Dorothea Tanning, amerikansk maler og forfatter (født 1910).

## Februar
| - Whitney Houston |

- 1. februar – Wisława Szymborska, polsk digter og modtager af Nobelprisen i litteratur (født 1923).
- 2. februar – Dorothy Gilman, amerikansk forfatter (født 1923).
- 3. februar – Ben Gazzara, amerikansk skuespiller (født 1930).
- 3. februar – Ulf Stenbjørn, dansk skuespiller og teaterinstruktør (født 1921).
- 4. februar – Florence Green, sidste overlevende veteran fra første verdenskrig (født 1901).
- 5. februar – Sam Coppola, amerikansk skuespiller (født 1932).
- 6. februar – Erik Reitzel, dansk civilingeniør, lektor og professor (født 1941).
- 11. februar – Whitney Houston, amerikansk sangerinde (født 1963).
- 11. februar – Siri Bjerke, norsk politiker (født 1958).
- 13. februar – Tonmi Lillman, finsk musiker (født 1973).
- 14. februar – Dory Previn, amerikansk sanger og digter (født 1925).
- 15. februar – Jacques Duby, fransk skuespiller (født 1922).
- 16. februar – Chikage Awashima, japansk skuespillerinde (født 1924).
- 17. februar – Robert Carr, britisk politiker (født 1916).
- 18. februar – Zvezdan Čebinac, serbisk fodboldspiller (født 1939).
- 19. februar – Renato Dulbecco, amerikansk virolog (født 1914).
- 20. februar – Johannes Johansen, dansk salmedigter, teolog, præst og biskop (født 1925).
- 20. februar - Ove Fich, dansk politiker og atomfysiker (født 1949).
- 25. februar – Erland Josephson, svensk skuespiller, instruktør og forfatter (født 1923).
- 26. februar – Árpád Fekete, ungarsk fodboldspiller (født 1921).
- 28. februar – Jaime Graça, portugisisk fodboldspiller (født 1942).
- 29. februar – Davy Jones, engelsk sanger i The Monkees (født 1945).

## Marts
| - Jean Giraud |

- 1. marts – Blagoje Adžić, serbisk politiker (født 1932).
- 1. marts – Jerome Courtland, amerikansk skuespiller (født 1926).
- 2. marts - Vera Galusjka-Dujunova, sovjetisk volleyballspiller (født 1945).[1]
- 3. marts – Jacques Blum, dansk kultursociolog (født 1945).
- 4. marts – Joan Taylor, amerikansk skuespillerinde (født 1929).
- 5. marts – William Heirens, amerikanske seriemoder (født 1928).
- 8. marts – Jens Petersen, dansk fodboldspiller (født 1941).
- 9. marts – Widjojo Nitisastro, indonesisk økonom (født 1927).
- 10. marts – Jean Giraud, fransk tegneserietegner (født 1938).
- 11. marts – Gösta Schwarck, dansk komponist og erhvervsmand (født 1915).
- 12. marts – Niels Baunsøe, dansk cykelrytter (født 1939).
- 14. marts – Ċensu Tabone, maltesisk politiker (født 1913).
- 16. marts – Estanislau Basora, spansk fodboldspiller (født 1926).
- 17. marts – John Demjanjuk, krigsforbryder (født 1920).
- 17. marts - Annelise Meineche, dansk filminstruktør (født 1935).
- 19. marts – Hanne Borchsenius, dansk skuespillerinde (født 1935).
- 20. marts - Noboru Ishiguro, japansk tegnefilmstegner og animation direktør (født 1938).
- 21. marts – Bruno Giacometti, schweizisk arkitekt (født 1907).
- 22. marts – Tørk Haxthausen, dansk multikunstner (født 1924).
- 22. marts – Kirsten Passer, dansk skuespillerinde (født 1930).
- 23. marts – Abdullahi Yusuf Ahmed, somalisk politiker (født 1934).
- 24. marts – Bo Cock-Clausen, dansk arkitekt (født 1920).
- 25. marts - Edd Gould, britisk animator og kunster (født 1988).
- 27. marts – Birgitte Grue, dansk journalist (født 1945).
- 29. marts – Karen Wegener, dansk skuespillerinde (født 1935).

## April
| - Mærsk Mc-Kinney Møller |

- 4. april – Dubravko Pavličić, kroatisk fodboldspiller (født 1967).
- 5. april – Jim Marshall, engelsk forretningsmand og grundlægger (født 1923).
- 6. april – Bingu wa Mutharika, Malawis præsident (født 1934).
- 7. april – Mike Wallace, amerikansk journalist (født 1918).
- 8. april – Jack Tramiel, amerikansk computerpioner og forretningsmand (født 1928).
- 9. april – Takeshi Aono, japansk skuespiller (født 1936).
- 10. april – Raymond Aubrac, fransk modstandsmand (født 1914).
- 11. april – Ahmed Ben Bella, algierisk politiker og præsident (født 1918).
- 12. april – Steinbjørn B. Jacobsen, færøsk forfatter (født 1937).
- 13. april – Marilyn Lovell Matz, amerikansk skuespillerinde (født 1931).
- 14. april – Piermario Morosini, Italiensk fodboldsspiller (født 1986).
- 16. april – Mærsk Mc-Kinney Møller, Skibsreder i A.P. Møller-Mærsk A/S (født 1913).
- 17. april – Dimitris Mitropanos, græsk sanger (født 1948).
- 18. april – Hillman Curtis, amerikansk filmdesigner (født 1961).
- 19. april – Levon Helm, amerikansk trommeslager (født 1940).
- 20. april – Bert Weedon, engelsk guitarist (født 1920).
- 21. april – Morten A. Korch, dansk forlægger (født 1909).
- 22. april – Gunnar Göransson, svensk cykelrytter (født 1933).
- 26. april – Terence Spinks, engelsk bokser (født 1938).
- 27. april – František Procházka, tjekkisk ishockeyspiller (født 1962).
- 28. april – Matilde Camus, spanske digter (født 1919).
- 30. april – Alexander Dale Oen, norsk elitesvømmer (født 1985).

## Maj
| - Carl Johan Bernadotte - Donna Summer - Robin Gibb |

- 1. maj – Gyrd Løfqvist, dansk skuespiller (født 1921).
- 2. maj – Junior Seau, amerikansk fodboldspiller (født 1969).
- 5. maj – Carl Johan Bernadotte, svensk greve (født 1916).
- 5. maj – Else Theill Sørensen, dansk politiker og lektor (født 1941).
- 6. maj – Jan Trøjborg, borgmester i Horsens Kommune (født 1955).
- 8. maj – Maurice Sendak, amerikansk illustrator og børnebogsforfatter (født 1928).
- 10. maj – Gunnar Sønsteby, norsk modstandsmand (født 1918).
- 12. maj – Ruth Foster, amerikansk skuespillerinde (født 1920).
- 13. maj – Lee Richardson, engelsk speedwaykører (født 1979).
- 13. maj – John Winther, dansk pianist og operadirektør (født 1933).
- 15. maj – Carlos Fuentes, mexicansk forfatter (født 1928).
- 17. maj – Donna Summer, amerikansk sangerinde (født 1948).
- 17. maj – Edward Matwijkiw, dansk maler, grafiker og fotograf (født 1937).
- 18. maj – Dietrich Fischer-Dieskau, tysk operasanger (født 1925).
- 19. maj – Jacques Clancy, fransk skuespiller (født 1920).
- 20. maj – Robin Gibb, britisk sanger og sangskriver (født 1949).
- 24. maj – Klaas Carel Faber, hollandsk-tysk dømt krigsforbryder (født 1922).
- 24. maj – Francisco Lombardo, argentinsk fodboldspiller (født 1925).
- 26. maj – Arthur Decabooter, belgisk cykelrytter (født 1936).
- 27. maj – Zita Kabátová, tjekkisk skuespiller (født 1913).
- 28. maj – Yuri Susloparov, russisk fodboldspiller (født 1958).
- 29. maj – Kaneto Shindō, japansk filminstruktør (født 1912).
- 29. maj – Doc Watson, amerikansk bluegrass-musiker og sanger (født 1923).
- 30. maj – Andrew Huxley, engelsk fysiolog (født 1917).
- 31. maj – Mark Midler, russisk olympisk folie fægter (født 1931).

## Juni
| - Ray Bradbury - Henry Hill - Yitzhak Shamir |

- 4. juni – Eduard Khil, russisk sanger (født 1934).
- 5. juni – Ray Bradbury, amerikansk science-fiction-forfatter (født 1920).
- 7. juni – Bob Welch, amerikansk musiker (født 1946).
- 8. juni – Frank Cady, amerikansk skuespiller (født 1915).
- 9. juni – Régis Clère, fransk cykelrytter (født 1956).
- 11. juni – Teófilo Stevenson, cubansk bokser (født 1952).
- 11. juni – Ann Rutherford, amerikansk skuespillerinde (født 1917).
- 12. juni – Henry Hill, amerikansk gangster og forbryder (født 1943).
- 13. juni – William Standish Knowles, amerikansk kemiker og nobelprismodtager (født 1917).
- 14. juni – Carlos Reichenbach, brasiliansk filminstruktør (født 1945).
- 15. juni – Rune Gustafsson, svensk jazz guitarist og komponist (født 1933).
- 16. juni – Nils Karlsson, svensk langrendskiløber (født 1917).
- 18. juni – Victor Spinetti, walisisk skuespiller (født 1929).
- 24. juni – Miki Roqué, spansk fodboldspiller (født 1988).
- 24. juni – Asta Esper Hagen Andersen, dansk skuespillerinde (født 1919).
- 25. juni – Doris Schade, tysk skuespillerinde (født 1924).
- 26. juni – Nora Ephron, amerikansk filminstruktør (født 1941).
- 28. juni – Zhang Ruifang, kinesisk skuespillerinde (født 1918).
- 30. juni – Yitzhak Shamir, israelsk politiker (født 1915).

## Juli
| - Ernest Borgnine - Celeste Holm |

- 1. juli – Alan Poindexter, amerikansk astronaut (født 1961).
- 3. juli – Andy Griffith, amerikansk skuespiller og sanger (født 1926).
- 4. juli – Hiren Bhattacharyya, indisk digter (født 1932).
- 4. juli – Eric Sykes, engelsk komiker (født 1923).
- 5. juli – Gerrit Komrij, hollandsk forfatter og oversætter (født 1944).
- 8. juli – Ernest Borgnine, amerikansk skuespiller (født 1917).
- 10. juli – Viktor Suslin, russisk komponist (født 1942).
- 12. juli – Else Holmelund Minarik, dansk-amerikansk børnebogsforfatter (født 1920).
- 13. juli – Jerzy Kulej, polsk bokser og politiker (født 1940).
- 13. juli – Richard D. Zanuck, amerikansk filmproducer (født 1934).
- 14. juli – Sixten Jernberg, svensk langrend (født 1929).
- 15. juli – Celeste Holm, amerikansk skuespillerinde (født 1917).
- 16. juli – Jon Lord, engelsk rockmusiker (født 1941).
- 23. juli – Sally Ride, amerikansk astronaut og fysiker (født 1951).
- 24. juli – John Atta Mills, Ghanas præsident (født 1944).
- 25. juli – Babu Ram Ishara, indisk filminstruktør (født 1934).
- 26. juli – Mary Tamm, engelsk skuespillerinde (født 1950).
- 27. juli – Geoffrey Hughes, britisk skuespiller (født 1944).
- 27. juli – R.G. Armstrong, amerikansk skuespiller (født 1917).
- 28. juli - Suzanne Giese, dansk forfatter og debattør (født 1946).
- 29. juli – John Stampe, dansk fodboldspiller og -træner (født 1957).
- 31. juli – Gore Vidal, amerikansk forfatter (født 1925).

## August
| - Tony Scott - Dom Mintoff - Neil Armstrong - Sergei Sokolov |

- 6. august – Bernard Lovell, engelsk fysiker og radioastronom (født 1913).
- 6. august – Ruggiero Ricci, amerikansk violinist (født 1918).
- 8. august – Kurt Maetzig, tysk filminstruktør (født 1911)
- 8. august - Liss Richardt, dansk modstandskvinde (født 1917)
- 9. august – Hjalte Rasmussen, dansk professor (født 1940).
- 9. august – Mel Stuart, amerikansk filminstruktør (født 1928).
- 10. august – Philippe Bugalski, fransk rallyfører (født 1963).
- 11. august – Henning Moritzen, dansk skuespiller (født 1928).
- 16. august – William Windom, amerikansk skuespiller (født 1923).
- 18. august – Scott McKenzie, amerikansk sanger (født 1939).
- 19. august – Tony Scott, britisk filminstruktør (født 1944).
- 20. august – Dom Mintoff, tidligere maltesisk premierminister (født 1916).
- 20. august – Phyllis Diller, amerikansk skuespillerinde (født 1917).
- 20. august – Meles Zenawi, etiopisk premierminister (født 1955).
- 24. august – Pauli Ellefsen, færøsk revisor og politiker (født 1936).
- 24. august – Félix Miéli Venerando, brasiliansk fodboldspiller (født 1937).
- 25. august – Neil Armstrong, amerikansk astronaut og første mand på Månen (født 1930).
- 26. august – A. K. Hangal, indisk frihedskæmper (født 1914).
- 27. august – Ivica Horvat, kroatisk fodboldspiller (født 1926).
- 28. august – Eva Figes, engelsk forfatter (født 1932).
- 28. august – Alfred Schmidt, tysk filosof (født 1931).
- 30. august – Igor Kvasha, russisk skuespiller (født 1933).
- 31. august – Sergei Sokolov, sovjetisk general og forsvarsminister (født 1911).

## September
| - Michael Clarke Duncan - Christopher Stevens - Andy Williams - Hebe Camargo |

- 1. september – Hal David, amerikansk sangskriver (født 1921).
- 2. september – Le Klint, dansk designer (født 1920).
- 3. september – Michael Clarke Duncan, amerikansk skuespiller (født 1957).
- 3. september – Sun Myung Moon, sydkoreansk religiøs leder (født 1920).
- 8. september – Thomas Szasz, amerikansk psykiater (født 1920).
- 11. september – Christopher Stevens, amerikansk ambassadør (født 1960).
- 12. september – Sid Watkins, engelsk neurokirurg (født 1928).
- 14. september – Stephen Dunham, amerikansk skuespiller (født 1964).
- 16. september – Prinsesse Ragnhild, fru Lorentzen, norsk kongelig (født 1930).
- 16. september – John Ingle, amerikansk skuespiller (født 1928).
- 20. september – Ulla Lock, dansk skuespillerinde (født 1934).
- 21. september – Henry Bauchau, belgisk romanforfatter (født 1913).
- 21. september – Sven Hazel, dansk forfatter (født 1917).
- 22. september – Irving Adler, amerikansk forfatter og videnskabsmand (født 1913).
- 25. september – Andy Williams, amerikansk sanger (født 1927).
- 26. september – Sylvia Fedoruk, canadisk fysiker (født 1927).
- 27. september – Herbert Lom, tjekkisk-britisk skuespiller (født 1917).
- 28. september – Abraham Adan, israelsk general (født 1926).
- 28. september – Robert Michael O'Hare, Jr., amerikansk skuespiller (født 1952).
- 29. september – Hebe Camargo, brasiliansk skuespillerinde (født 1929).
- 30. september – Barbara Ann Scott, canadisk kunstskøjteløber (født 1928).

## Oktober
| - Eric Hobsbawm - Chadli Bendjedid - John Tchicai - Norodom Sihanouk - Sylvia Kristel |

- 1. oktober – Eric Hobsbawm, britisk marxistisk historiker (født 1917).
- 4. oktober - Erhard Wunderlich, tysk håndboldspiller (født 1956).
- 5. oktober - Claude Pinoteau, fransk filminstruktør (født 1925).
- 6. oktober - Chadli Bendjedid, Algeriets tidligere præsident (født 1929).
- 7. oktober – Ivo Michiels, belgisk forfatter (født 1923).
- 8. oktober – John Tchicai, dansk saxofonist, komponist, og orkesterleder (født 1936).
- 9. oktober - Ken Bartholomew, amerikansk olympisk fart skøjteløber (født 1920).
- 11. oktober - Helmut Haller, tysk fodboldspiller (født 1939).
- 12. oktober - Erik Moseholm, dansk bassist og komponist (født 1930).
- 13. oktober - Gary Ennis Collins, amerikansk skuespiller (født 1938).
- 14. oktober - John Clive, engelsk skuespiller (født 1933).
- 15. oktober - Norodom Sihanouk, cambodiansk konge (født 1922).
- 16. oktober - Aleksandr Koshkyn, russisk olympisk bokser (født 1959).
- 17. oktober - Émile Allais, fransk skiløber (født 1912).
- 18. oktober - Sylvia Kristel, hollandsk skuespillerinde (født 1952).
- 19. oktober - Manuel António Pina, portugisisk forfatter (født 1943).
- 20. oktober - E. Donnall Thomas, amerikansk fysiker og nobelprismodtager (født 1920).
- 21. oktober - George McGovern, amerikansk politiker (født 1922).
- 24. oktober - Inge Ketti, dansk skuespillerinde (født 1923).
- 25. oktober - Jacques Barzun, amerikansk kulturhistoriker (født 1907).
- 26. oktober - Mac Ahlberg, svensk filminstruktør (født 1931).
- 27. oktober - Hans Werner Henze, tysk komponist (født 1926).
- 31. oktober - John H. Reed, amerikansk guvernør (født 1921).

## November
| - Larry Hagman |

- 1. november – Mitch Lucker, amerikansk sanger (født 1964).
- 5. november - Elliott Carter, amerikansk komponist (født 1908).
- 6. november - Clive Dunn, engelsk skuespiller (født 1920).
- 7. november - Carmen Basilio, amerikansk bokser (født 1927).
- 8. november - Lucille Bliss, amerikansk skuespillerinde (født 1916).
- 9. november - Sergey Nikolsky, russisk matematiker (født 1905).
- 10. november - Henning Remmen, dansk erhvervsmand (født 1930).
- 11. november – Victor Mees, belgisk fodboldspiller (født 1927).
- 14. november - Jørgen Steen Nielsen, dansk sportsjournalist (født 1947).
- 15. november - Théophile Abega, camerounsk fodboldspiller og politiker (født 1954).
- 15. november - Frode Thingnæs, norsk jazzkomponist (født 1940).
- 17. november - Margaret Yorke, engelsk forfatter (født 1924).
- 17. november - Bal Thackeray, indisk politiker (født 1926).
- 19. november - Warren Rudman, amerikansk politiker (født 1930).
- 23. november - Larry Hagman, amerikansk skuespiller (født 1931).
- 24. november - Tony Leblanc, spansk skuespiller (født 1922).

## December
| - Dave Brubeck - Oscar Niemeyer - Ravi Shankar - Daniel Inouye - Jack Klugman - Norman Schwarzkopf - Rita Levi-Montalcini |

- 1. december - José Bénazéraf, fransk filminstruktør (født 1922).
- 3. december - Ebba Strange, dansk politiker (født 1929).
- 4. december - Besse Cooper, verdens ældste kvinde fra USA (født 1896).
- 5. december - Dave Brubeck, amerikansk musiker og komponist (født 1920).
- 5. december – Oscar Niemeyer, brasiliansk arkitekt (født 1907).
- 6. december - Ed Cassidy, amerikansk jazzmusiker (født 1923).
- 9. december - Patrick Moore, engelsk amatørastronom (født 1923).
- 10. december - Shoichi Ozawa, japansk skuespiller (født 1929).
- 11. december - Ravi Shankar, indisk sitarspiller og komponist (født 1920).
- 17. december - Daniel Inouye, amerikansk politiker (født 1924).
- 21. december - Poul Erik Pedersen, dansk økonom og direktør (født 1947).
- 22. december - Mira Wanting, dansk skuespillerinde (født 1978).
- 23. december - Evelyn Ward, amerikansk skuespillerinde (født 1923).
- 24. december - Jack Klugman, amerikansk skuespiller (født 1922).
- 24. december - Charles Durning, amerikansk skuespiller (født 1923).
- 26. december - Gerry Anderson, engelsk producer (født 1929).
- 27. december - Norman Schwarzkopf, amerikansk general, der befriede Kuwait (født 1934).
- 30. december - Rita Levi-Montalcini, italiensk-født neurolog (født 1909).
- 31. december - Jovette Marchessault, canadisk forfatter (født 1938).